# Blepharida franclemonti
Blepharida franclemonti es un coleóptero de la familia Chrysomelidae. Fue descrita científicamente por primera vez en 1992 por Furth.